# Complex de llançament 41
El complex de llançament 41 (LC-41), és un conjunt de grans instal·lacions dins del Centre Espacial John F. Kennedy situat a Cap Canaveral, Florida (EUA) actualment actiu. Actualment, el lloc és utilitzat per United Launch Alliance (ULA) pels llançaments de l'Atlas V. Prèviament, l'havia utilitzat les Forces Aèries dels Estats Units d'Amèrica, pels llançaments de Titan III i Titan IV. En el futur, la plataforma s'utilitzarà per llançar el vehicle de llançament parcialment reutilitzable Vulcan. S'espera que es posi en marxa per primera vegada el 2019.